# 20 жовтня
20 жовтня — 293-й день року (294-й у високосні роки) за григоріанським календарем. До кінця року залишається 72 дні.

## Свята і пам'ятні дні

### Міжнародні
- ООН: Міжнародний день авіадиспетчера
- ООН: Всесвітній день статистики (відзначається кожні п'ять років, починаючи з 2010 року)
- Міжнародний день кухаря і кулінара (заснований в 2004 році з ініціативи Всесвітньої асоціації кулінарних співтовариств)

### Національні
- Україна: Всеукраїнський день боротьби з захворюванням на рак молочної залози

### Релігійні
Православ'я — великомученика Артемія Антіохійського..

### Іменини
✙ Православні: Артемій.
 Греко-Католицькі: Артемій.

## Події
- 1803 — Сенат США ратифікував покупку штату Луїзіана.
- 1818 — Велика Британія та Сполучені Штати Америки встановили межу по 49-ій паралелі між Канадою і США.
- 1865 — місцем розташування уряду Канади затверджена Оттава.
- 1868 — В Києві створений перший в Україні приватний комерційний банк.
- 1911 — норвезький полярний дослідник Руаль Амундсен з чотирма товаришами вирушив до Південного полюсу Землі з Китової бухти у східній частині моря Росса.
- 1916 — у Севастополі вибухнув лінкор «Імператриця Марія», сотні загиблих.
- 1918 — Польські делегати Львівської міської ради проголосили про приєднання Львова до Польщі.
- 1924 — у Харкові відкрито першу в УСРР радіостанцію.
- 1929 — ЦК ВКП(б) офіційно проголосив суцільну колективізацію.
- 1930 — розстріляний більшовиками генерал-хорунжий УНР Юрій Тютюнник.
- 1939 — народився український письменник, державний і громадський діяч Леонід Вернигора
- 1944 — відбувся перший бойовий виліт японських камікадзе.
- 1945 — внаслідок всенародного плебісциту Монгольська Народна Республіка підтвердила намір залишатись незалежною державою.
- 1945 — вперше жінкам Французької республіки надано виборче право.
- 1947 — комісія з розслідування антиамериканської діяльності почала слухання щодо проникнення комуністів до Голлівуду.
- 1953 — в США вийшла в світ антиутопія Рея Бредбері «451 градус за Фаренгейтом».
- 1959 — Степана Бандеру поховали на мюнхенському цвинтарі Вальдфрідгоф.
- 1968 — на Олімпійських іграх в Мехіко перемогу в стрибках у висоту з результатом 2 метри 24 сантиметри здобув американець Річард Фосбері, котрий продемонстрував новий спосіб подолання висоти — спиною до планки.
- 1993 — Парламент Естонії прийняв заяву, в якій засудив комуністичну політику геноциду в Україні.
- 1999 — знайдений заморожений мамут.
- 2007 — прем'єра в Україні серії «Obsoletely Fabulous» мультсеріалу Футурама.
- 2023 — відкрилися XIX Панамериканські ігри в Сантьяго (Чилі).

## Народились
Дивись також Категорія:Народились 20 жовтня
- 1632 — Крістофер Рен, англійський математик, астроном, архітектор.
- 1656 — Ніколя де Ларжильєр, французький живописець.
- 1847 — Фрітц Таулов, норвезький живописець-імпресіоніст.
- 1854 — Артюр Рембо, французький поет-символіст, лірик.
- 1864 — Браніслав Нушич, сербський письменник, драматург
- 1874 — Чарльз Айвз, американський композитор.
- 1888 — Яків Мамонтів, історик української драматичної літератури й театру, викладач
- 1891 — Джеймс Чедвік, британський фізик.
- 1920 — Амет-Хан (Ахмет-Хан) Султан, радянський військовий льотчик, двічі Герой Радянського Союзу, за походженням — кримський татарин.
- 1925 — Арт Бухвальд, американський журналіст, фейлетоніст, письменник.
- 1933 — Марія Уєвич-Галетович, відома хорватська скульпторка.
- 1946 — Ельфріде Єлінек, австрійська письменниця та феміністка, нагороджена Нобелівською премією в галузі літератури.
- 1949 — Валерій Борзов, український легкоатлет.
- 1951 — Ел Грінвуд, американський рок-музикант, клавішник гурту Foreigner.

## Померли

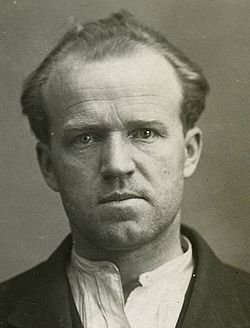
Юрій Тютюнник

Дивись також Категорія:Померли 20 жовтня
- 460 — Афінаїда, візантійська імператриця, поетеса.
- 1570 — Жоао де Баррош, португальський історик і письменник.
- 1673 — Барент Фабріціус, нідерландський художник та ілюстратор доби бароко.
- 1740 — Карл VI Габсбург, імператор Священної Римської Імперії з 1711 року, король Угорщини.
- 1896 — Фелікс Тіссеран, французький астроном.
- 1930 — Юрко Тютюнник, український військовий діяч, генерал-хорунжий Армії УНР, командир Київської групи у Зимовому поході, організатор та керівник Листопадового рейду 1921 року (розстріляний).
- 1964 — Герберт Гувер, 31-й президент США.
- 1984 — Поль Дірак, британський фізик, лауреат Нобелівської премії з фізики 1933 року.
- 1994 — Сергій Бондарчук, український кіноактор і режисер.
- 1998 — Віктор Сухенко, український скульптор, лауреат Державної премії України ім. Т. Г. Шевченка (1984), один з авторів монументу на честь громадян міста Києва і військовополонених, розстріляних німцями у Бабиному Яру.
- 2010 — Боб Гуччіоне, засновник журналу для чоловіків «Penthouse».
- 2011 — Муаммар Каддафі, лідер Лівії у 1969—2011 роках.
- 2016 — Табеї Дзюнко, альпіністка, перша жінка, яка дісталася вершини Евереста.